# Вайсбург Юхим Юхимович
Юхим Юхимович Ва́йсбург (нар. 11 травня 1922, Київ — пом. 15 серпня 1990, Київ) — український радянський живописець; член Спілки художників України з 1965 року.

## Біографія
Народився 11 травня 1922 року в Києві. Брав участь у німецько-радянській війні. З 1946 по 1952 рік навчався в Київському художньому інституті у Костянтина Єлеви, Олексія Шовкуненка, Іллі Штільмана, Карпа Трохименка.
Протягом 1954–1961 років очолював студію образотворчого мистецтва при Київському будинку культури працівників харчової промисловоссті.

Могила Юхима Вайсбурга

Жив у Києві, в будинку на вулиці Дем'яна Бєдного № 15, квартира 55. Помер у Києві 15 серпня 1990 року. Похований в Києві на Лук'янівському цвинтарі (ділянка № 40, ряд 1).

## Творчість
Працював в галузі станкового живопису. Був представником соцреалізму. Серед робіт:
- «Механік Петя» (1956);
- «Випускниця» (1957);
- «Земляки» (1963);
- «Суботник» (1963, у співавторстві з Семеном Коваленком);
- «Святкування Шевченківського ювілею у Кракові в 1914 році» (1964, у співавторстві),
- «Шефи приїхали» (1964—1965, у співавторстві з Семеном Коваленком);
- «У Карпатах» (1967);
- «Скрипковий етюд» (1968);
- «Біля моря» (1969);
- «Груповий портрет бригади Героя Соціалістичної Праці М. Молодчинка» (1971);
- «Сільрада» (1972);
- «Солдатський хліб» (1973);
- «Березовий сік» (1975);
- триптих «Партизани» (1981—1982, полотно, олія; у співавторстві з Миколою Горшковим та Георгієм Толпекіним; Чернігівський художній музей)[1];
- «Генерал Ватутін» (1983—1985, полотно, олія; у співавторстві з Миколою Горшковим та Георгієм Толпекіним; Чернігівський художній музей)[1].

У 1952—1956 роках брав участь в оформленні павільйонів Всесоюзної сільськогосподарської виставки.
Брав участь у республіканських виставках з 1957 року, всесоюзних з 1961 року.
Твори зберігаються в Донецькому та Чернігівському художніх музеях, в Центрі ділового та культурного співробітництва «Український дім» в Києві.